# Цефепим/Сульбактам
Цефепим/сульбактам — фиксированная комбинация двух веществ, цефепим (цефалоспорин IV поколения) и сульбактам (ингибитор β-лактамаз) в пропорции 1:1 . Цефепим/сульбактам оказывает бактерицидное действие в отношении широкого спектра возбудителей бактериальных инфекций.
Препарат был создан в 2006 году коллективом российских исследователей, а с 2019 года разрешен к медицинскому применению на территории Российской Федерации. Кроме того, он зарегистрирован для использования в Беларуси, Армении, Азербайджане, Узбекистане, Киргизии, Уганде и Монголии. Коммерческое название препарата — Максиктам®-АФ.

## Цефепим
Цефепим является антибиотиком широкого спектра действия из группы  цефалоспоринов четвёртого поколения.

## Сульбактам
Сульбактам — ингибитор β-лактамаз, его добавляют в комбинацию с β-лактамными антибиотиками для блокирования фермента β-лактамазы. Продукция микроорганизмами β-лактамаз является одним из самых распространенных механизмов защиты патогенных бактерий от антибиотика.

## Микробиологическое действие
Комбинация цефепим+сульбактам активна в отношении: грамположительных аэробов, таких как Staphylococcus aureus, включая Streptococcus pneumoniae; Streptococcus spp; грамотрицательных аэробов, в том числе Acinetobacter baumannii, Enterobacter spp., в том числе Escherichia coli, Proteus spp., включая Proteus mirabilis, Proteus vulgaris; Pseudomonas spp., включая синегнойную палочку Pseudomonas aeruginosa, Pseudomonas putida, Pseudomonas stutzeri; Haemophilus influenzae, Klebsiella pneumoniae, Moraxella catarrhalis, анаэробов и других.

## Фармакологическое действие
Цефепим активно действует на грамположительные и грамотрицательные бактерии, нарушая синтез клеточной стенки микроорганизмов за счет блокирования пенициллин-связывающих белков (ПСБ).
Сульбактам необратимо ингибирует бета-лактамазы и предотвращает разрушение пенициллинов и цефалоспоринов устойчивыми микроорганизмами. При этом он не оказывает клинического антибактериального действия, за исключением Neisirrai spp. и Acinetobacter spp. Здесь у сульбактама  есть собственная незначительная антибактериальная активность. 
Комбинация цефепим+сульбактам обладает синергией, что позволяет уменьшить эффективную суточную дозу до 4 г в сутки по цефепиму. Цефепим и сульбактам в комбинации активны в отношении всех микроорганизмов, чувствительных к цефепиму, а также ряда устойчивых к цефепиму микроорганизмов за счет добавления сульбактама.

## Клинические исследования
С октября 2019 года по март 2020 года было проведено открытое многоцентровое, наблюдательное исследование применения антибиотика цефепим/сульбактам - Яковлевым С. В., Суворовой М. П., Быковым А. О. Исследование проходило в 14 клиниках РФ среди пациентов с абдоминальной инфекцией, нозокомиальной пневмонией или пневмонией, ассоциированной с ИВЛ (исследование «МАКСИ-2019»)  .
Журавлёва М. В., Василюк В. Б., Горелов Д. С. и соавторы провели открытое рандомизированное сравнительное исследование по изучению эффективности и безопасности цефепима/сульбактама и цефепима для лечения острого пиелонефрита. Цель исследований: изучение в реальной клинической практике эффективности антибиотика у пациентов с абдоминальной инфекцией, нозокомиальной пневмонией (НП) или ИВЛ-ассоциированной пневмонией (НПивл).
Клиническая эффективность и безопасность цефепима/сульбактама соответствуют таковым цефепима, который широко применяется в клинической практике по тем же показаниям.
Комбинация цефепима и сульбактама может быть лучшим вариантом для замещения карбапенемов в клинической практике.
В соответствиями с исследованиями биодоступность препарата составляет 100 %. Особо отмечается его эффективность:
- При внебольничном пиелонефрите — 97,9 %.
- При нозокомиальных инфекциях (пневмония, перитонит) — 78-90 %.
- В сравнении с карбапенемами показал сопоставимую эффективность, но меньшую частоту выделения устойчивых штаммов[12].

## Основные характеристики
- Спектр действия: активен против грамположительных и грамотрицательных бактерий, включая ESBL-продуцирующие энтеробактерии, Acinetobacter baumannii и Pseudomonas aeruginosa. Сульбактам усиливает действие цефепима и защищает его от гидролиза бета-лактамазами.
- Показания к применению[13]:

1. У взрослых препарат показан при инфекционно-воспалительных заболеваниях, таких как инфекции нижних дыхательных путей, включая пневмонию и бронхит; инфекции мочевыводящих путей, как осложненные, включая пиелонефрит, так и неосложненные; инфекции кожи и мягких тканей; инфекции брюшной полости, включая перитонит и инфекции желчных путей; воспалительные заболевания органов малого таза; септицемия; фебрильная нейтропения; профилактика инфекций при проведении хирургических операций.
2. У детей в возрасте от 2 месяцев до 18 лет при инфекционно-воспалительных заболеваниях: пневмония; инфекции мочевыводящих путей, как осложненные, включая пиелонефрит, так и неосложненные; инфекции кожи и мягких тканей; септицемия; фебрильная нейтропения; бактериальный менингит.

## Преимущества использования препарата
Этот антибиотик является альтернативой карбапенемам, что снижает риск развития карбапенеморезистентности. Его эффективность сравнима с карбапенемами, но с меньшим риском суперинфекции. Цефепим/сульбактам подходит для реализации стратегии сдерживания антибиотикорезистентности.